# 山田牧場
山田牧場（やまだぼくじょう）は、長野県高山村にある牧場。別名YAMABOKUワイルドスノーパーク及び奥山田温泉。

## 概要
- 標高1,500～1,600m。面積159ha。柵延長8.5km。
- 牧場としての利用は、5～10月の間のみで、牛の自然交配、肥育を目的とした放牧をしているが、冬季はスキー場となる。
- キャンプ場、テニスコート、野外音楽堂などを備え信州高山温泉郷の一つとして奥山田温泉を称するなど、保養地、観光地としての色彩が強い。

## 歴史
- 1900年（明治33年）山田村産牛馬組合結成。第1牧場を建設。
- 1902年（明治35年）池の平牧場として事業開始。
- 1920年（大正9年)北信畜産組合山田牧場と改称。
- 1935年（昭和12年）第2牧場拡張。山田温泉ー熊ノ湯のスキーポイントになる。
- 1954年（昭和29年）山田牧場が笠岳スキー場と呼ばれる。
- 1960年（昭和35年）第1スキーリフト建設
- 1963年（昭和38年）農事組合法人山田牧場に改組。第2スキーリフト建設。ヒュッテ13軒
- 1975年（昭和50年）第3リフト建設。
- 1979年（昭和54年）温泉を引き湯。
- 1996年（平成8年）奥山田温泉の名称を使用開始。
- 2000年（平成12年）サンセットポイント百選に選ばれる。
- 2001年（平成13年）開牧百年記念祭。
- 2010年（平成22年）山田牧場スキー場をYAMABOKUワイルドスノーパークと改称。

## 観光スポット
- 奥山田温泉
- YAMABOKUワイルドスノーパーク（山田牧場スキー場）
- 七味温泉、 五色温泉、松川渓谷温泉
- 山田温泉
- 山田温泉キッズスノーパーク（山田温泉スキー場）
- 蕨温泉、子安温泉、 森林スポーツ公園YOU游ランド
- 松川渓谷、雷滝、 八滝
- 福島正則屋敷跡、高山村歴史民俗資料館
- 歴史公園信州高山一茶ゆかりの里一茶館

## その他
- 鳥人戦隊ジェットマンの第36話・第37話の撮影に使用された。

## 参考
- 「山田牧場誌ー開牧百周年記念ー」2001年